# Egil Søby
Egil Søby, född 24 november 1945, är en norsk kanotpaddlare. 
Søby tog OS-guld vid sommar-OS 1968 i kanot (K4 1000 meter) (tillsammans med Steinar Amundsen, Tore Berger och Jan Johansen), och OS-brons i sommar-OS 1972 på samma distans. Han har också en EM-titel, 47 norska mästerskap, sju nordiska mästerskap och åtta kongepokaler.
Han har också tävlat i segling och sprungit maraton.